# Hair of the Dog
Hair of the Dog är det sjätte studioalbumet av det skotska hårdrocksbandet Nazareth, utgivet 1975. Skivan blev deras största framgång. På den amerikanska marknaden ersattes balladen "Guilty" av en annan ballad, "Love Hurts", som bidrog till "rockballadtrenden" som höll i sig långt in på 1980-talet. Övriga låtar på albumet är dock av tyngre rockkaraktär, exempelvis titellåten "Hair of the Dog", som är en av gruppens mest kända låtar.
Detta var det första album som gitarristen Manny Charlton producerade för bandet på egen hand. Tidigare hade Roger Glover från Deep Purple producerat gruppens tre föregående album. Från början var albumet tänkt att heta "Son of a Bitch", något som skivbolaget inte gick med på. Omslaget till albumet är gjort av David Roe.

## Låtlista
Samtliga låtar skrivna av Dan McCafferty, Pete Agnew, Manny Charlton och Darrell Sweet, om inte annat anges.
| Nr | Titel                                                | Längd |
| -- | ---------------------------------------------------- | ----- |
| 1. | Hair of the Dog                                      | 4:10  |
| 2. | Miss Misery                                          | 4:42  |
| 3. | Guilty (Newman)                                      | 3:39  |
| 4. | Changin' Times                                       | 6:03  |
| 5. | A) Beggars Day / B) Rose in the Heather (A) Lofgren) | 6:30  |
| 6. | Whiskey Drinkin' Woman                               | 5:30  |
| 7. | Please Don't Judas Me                                | 9:45  |

## Medverkande
- Dan McCafferty – sång
- Manny Charlton – gitarr, synth
- Pete Agnew – bas, kör
- Darrell Sweet – trummor, kör

### Övriga medverkande
- Max Middleton – keyboard

## Listplaceringar
| Lista (1975-1976) | Position           |
| ----------------- | ------------------ |
| Finland           | 14                 |
| Kanada            | 20 (RPM)           |
| Norge             | 5 (VG-lista)       |
| Sverige           | 9 (Kvällstoppen)   |
| USA               | 17 (Billboard 200) |
| Västtyskland      | 27                 |
| Österrike         | 7                  |